# ۲۰۰۵

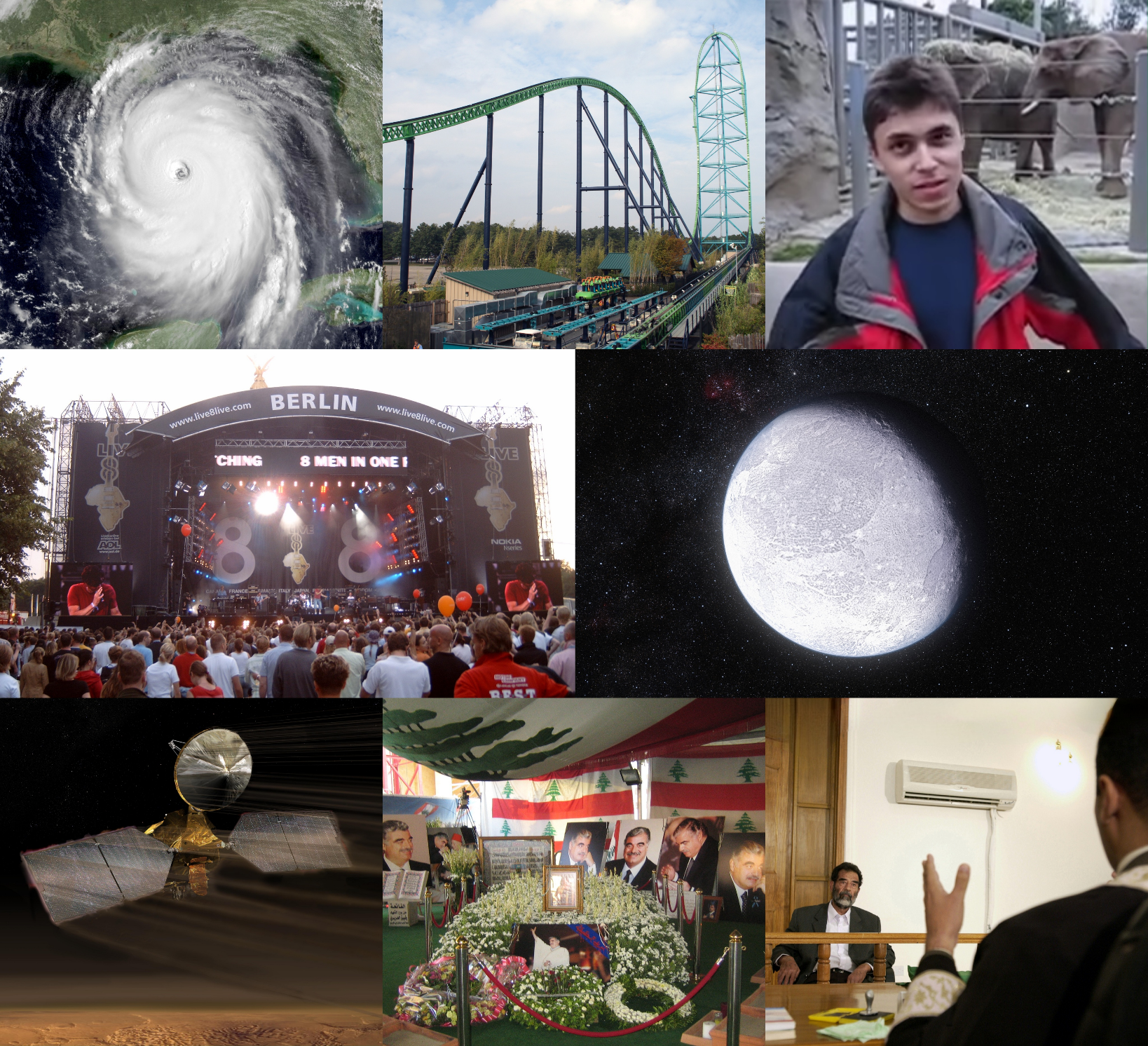

سال ۲۰۰۵ (دوهزار و پنج) میلادی یک سال عادی در تقویم گریگوری بود که از آغاز شنبه ۱ ژانویه ۲۰۰۵ شروع شد و در پایان شنبه ۳۱ دسامبر ۲۰۰۵ به پایان رسید. سال ۲۰۰۵ پنجمین سال از قرن ۲۱ میلادی و نیز پنجمین سال از هزاره سوم میلادی بود. در تقویم ایرانی سال ۲۰۰۵ از ۱۱ دی ۱۳۸۳ شروع شده و در تاریخ ۱۰ دی ۱۳۸۴ به پایان رسید.

## رویدادها

### ژانویه
- ۴ ژانویه - علی الحیدری شهردار بغداد به دست افراد مسلح ترور شد.
- ۵ ژانویه - کشف بزرگترین سیاره کوتوله در منظومه شمسی به نام اریس توسط گروهی به رهبری مایکل اس. براون در رصدخانه پالومار
- ۹ ژانویه - محمود عباس در رقابت با یاسر عرفات به رهبری فلسطین برگزیده شد.
- ۹ ژانویه - امضای توافقنامه جامع صلح و پایان دومین جنگ داخلی سودان
- ۳۰ ژانویه - انتخابات آزاد پارلمانی در عراق پس از گذشت ۴۷ سال برگزار شد.

### فوریه
- ۹ فوریه - در اثر انفجار بمب کار گذاشته شده توسط گروه اتا در مادرید دستکم ۴۰ نفر زخمی شدند.
- ۱۰ فوریه
  - کره شمالی اعلام کرد برنامه اتمی این کشور صرفاً برای محافظت از خود در برابر دشمنی‌های آمریکاست.
  - عربستان سعودی اولین انتخابات تاریخ خود را که فقط مردان حق شرکت در آن را داشتند برگزار کرد.
- ۱۴ فوریه
  - رفیق حریری نخست وزیر اسبق لبنان و ۱۶ تن دیگر در اثر یک عملیات انتحاری کشته شدند.
  - یوتیوب پرطرفدارترین تارنمای اشتراک فیلم توسط استیو چن، چاد هرلی و جاوید کریم تأسیس شد.
  - ۵۹ نفر در اثر آتش‌سوزی در مسجدی در تهران کشته شدند.
- ۱۶ فوریه - پروتکل کیوتو بدون حمایت ایالات متحده و استرالیا اجرایی شد.
- ۱۹ فوریه - در حمله‌ای انتحاری در عراق در حین مراسم عزاداری عاشورا شیعیان بیش از ۳۰ نفر کشته شدند.
- ۲۲ فوریه - در اثر زلزله ۶٫۴ ریشتری در زرند کرمان بیش ۵۰۰ نفر کشته شدند.
- ۲۶ فوریه - حسنی مبارک رئیس جمهور مصر خواستار اصلاح قانون اساسی جهت برگزاری انتخابات چند کاندیدایی قبل از انتخابات سپتامبر ۲۰۰۵ از سمت مجلس شد.

### مارس
- ۲۶ مارس -

### آوریل
- ۹ آوریل - ازدواج پرنس چارلز و کامیلا پارکر در تالار صنف ویندسور.
- ۲۷ آوریل - کیهان روزنامهٔ صبح می‌شود.[۱]
- همشهری ۵۱ روزنامه‌نگار خود را اخراج می‌کند.[۲]

### مه
- ۲۲ مه - شورای نگهبان طی اطلاعیه‌ای صلاحیت ۶ داوطلب نهمین انتخابات ریاست جمهوری ایران را تأیید می‌کند.[۳]
- بسیاری از اصلاح‌طلبان نسبت به رد صلاحیت نامزدهای خود اعتراض می‌کنند.[۴]
- ۲۳ مه - سید علی خامنه‌ای حکم به تجدید نظر در اعلام صلاحیت مصطفی معین و مهرعلیزاده می‌کند.[۵]
- ۲۶ مه - رحیم مؤذن زاده اردبیلی اذان‌گوی نام‌آشنای ایرانی فوت می‌کند.[۶]
- درخواست بررسی عضویت ایران در سازمان تجارت جهانی پذیرفته می‌شود.[۷]

### ژوئن
- ۸ ژوئن - تیم ملی فوتبال ایران با شکست بحرین برای سومین بار به جام‌جهانی فوتبال راه می‌یابد.[۸]
- ۱۷ ژوئن - نهمین دوره انتخابات ریاست جمهوری ایران برگزار می‌شود. اکبر هاشمی رفسنجانی و محمود احمدی‌نژاد به دور دوم می‌روند.[۹]
- ۲۴ ژوئن - محمود احمدی‌نژاد با کسب ۶۲ درصد از آرا در مرحله دوم انتخابات، به عنوان ششمین رئیس جمهور ایران انتخاب می‌شود.[۱۰]

### اکتبر
- ۸ اکتبر - زمین‌لرزه کشمیر با ۸۷۳۵۱ کشته
- ۱۹ اکتبر - دریافت جایزه موسیقی آکادمی ایران توسط شکیلا

## جوایز نوبل(۲۰۰۵)
- فیزیک - روی جی گلابر، جان ال هال، تئودور ولفگانگ هانش
- شیمی - رابرت گرابز، ریچارد رویس شراک، یویس شاوین
- فیزیولوژی یا پزشکی - رابین وارن، بری مارشال
- ادبیات - هارولد پینتر
- صلح - آژانس بین‌المللی انرژی اتمی، محمد البرادعی
- جایزه بانک سوئد در علوم اقتصادی به یاد آلفرد نوبل - رابرت امان، توماس کرامبی شلینگ

## درگذشتگان
- ۷ ژانویه – پیر دانینو، نویسنده فرانسوی (ز. ۱۹۱۳)
- ۱۲ ژانویه – آمریش پاری، بازیگر هندی (ز. ۱۹۳۲)
- ۲۰ ژانویه – پییر بورتن، سیاست‌مدار نروژی (ز. ۱۹۱۳)
- ۲۳ ژانویه – جانی کارسون، افسر، مجری تلویزیونی، و بازیگر آمریکایی (ز. ۱۹۲۵)
- ۲۵ ژانویه – فیلیپ جانسون، معمار آمریکایی (ز. ۱۹۰۶)
- ۱ فوریه – جان ورنن، بازیگر کانادایی
- ۶ فوریه – مرل کیلگور، خواننده-ترانه‌سرا، موسیقی‌دان، و خواننده آمریکایی (ز. ۱۹۳۴)
- ۱۴ فوریه – رفیق حریری، سیاست‌مدار لبنانی (ز. ۱۹۴۴)
- ۲۲ فوریه – سیمون سیمون، بازیگر فرانسوی (ز. ۱۹۱۰)
- ۲۵ فوریه – پیتر بننسون، وکیل بریتانیایی (ز. ۱۹۲۱)
- ۳ مارس – رینوس میشل، بازیکن فوتبال هلندی (ز. ۱۹۲۸)
- ۱۰ مارس – دیو آلن، بازیگر ایرلندی (ز. ۱۹۳۶)
- ۲۶ مارس – جیمز کالاهان، اقتصاددان و سیاست‌مدار بریتانیایی (ز. ۱۹۱۲)
- ۱۹ آوریل – روت هاسی، بازیگر آمریکایی (ز. ۱۹۱۱)
- ۲۳ آوریل – جان میلز، بازیگر بریتانیایی (ز. ۱۹۰۸)
- ۲۴ آوریل – عزر وایزمن، سیاست‌مدار اسرائیلی (ز. ۱۹۲۴)
- ۱۴ مه – جیمی مارتین، خواننده آمریکایی (ز. ۱۹۲۷)
- ۲۱ مه – هاوارد موریس، بازیگر و کارگردان آمریکایی (ز. ۱۹۱۹)
- ۱۱ ژوئن – ادری براون، دونده اهل بریتانیا (ز. ۱۹۱۳)
- ۶ ژوئیه – اد مک‌بین، فیلم‌نامه‌نویس و نویسنده آمریکایی (ز. ۱۹۲۶)
- ۱۷ ژوئیه – ادوارد هیس، سیاست‌مدار بریتانیایی (ز. ۱۹۱۶)
- ۲۰ ژوئیه – جیمز دوهان، فیلم‌نامه‌نویس، بازیگر، و نویسنده کانادایی (ز. ۱۹۲۰)
- ۱ اوت – فهد بن عبدالعزیز، سیاست‌مدار سعودی (ز. ۱۹۲۱)
- ۶ اوت – رابین کوک، سیاست‌مدار بریتانیایی (ز. ۱۹۴۶)
- ۷ اوت – پیتر جنینگز، ژورنالیست آمریکایی (ز. ۱۹۳۸)
- ۱۴ سپتامبر – رابرت وایز، تدوینگر، تهیه‌کننده، و کارگردان آمریکایی (ز. ۱۹۱۴)
- ۲۵ سپتامبر – دن آدامز، بازیگر و بازیکن بسکتبال آمریکایی (ز. ۱۹۲۳)
- ۲۷ سپتامبر – رونالد گولیاس، بازیگر برزیلی (ز. ۱۹۲۹)
- ۲ اکتبر – نیپسی راسل، بازیگر و شاعر آمریکایی (ز. ۱۹۱۸)
- ۳ اکتبر – رانی بارکر، بازیگر و کمدین بریتانیایی (ز. ۱۹۲۹)
- ۲۸ اکتبر – ریچارد اسمالی، شیمی‌دان آمریکایی (ز. ۱۹۴۳)
- ۵ نوامبر – جان فاولز، نویسنده بریتانیایی (ز. ۱۹۲۶)
- ۲۴ نوامبر – پت موریتا، بازیگر آمریکایی (ز. ۱۹۳۲)
- ۱۰ دسامبر – ریچارد پریور، بازیگر آمریکایی (ز. ۱۹۴۰)
- ۱۶ دسامبر – جان اسپنسر (بازیگر)، بازیگر آمریکایی (ز. ۱۹۴۶)

### ژانویه
- ۱ ژانویه - ایوجین ج. مارتین، یکی از معروفترین هنرمندان آفریقایی-آمریکایی درزمینهٔ هنرهای تصویری
- ۱ ژانویه - آشر پرز، فیزیک‌دان اسرائیلی

### فوریه
- ۱۴ فوریه - رفیق حریری، سیاست‌مدار، نخست‌وزیر و فعال اقتصادی لبنانی
- ۱۵ فوریه - پیر بشله، خواننده و آهنگساز فرانسوی
- ۲۵ فوریه - نوبورو سوگیمورا، نویسنده ژاپنی فیلم‌های تلویزیونی و بازی‌های ویدئویی

### مارس
- ۱۳ مارس - یوشیهیسا تائیرا، آهنگساز ژاپنی ـ فرانسوی

### آوریل
- ۲ آوریل - پاپ ژان پل دوم
- ۲۶ آوریل - الیزابت دومیتین، نخست وزیر جمهوری آفریقای مرکزی

### مه
- ۱۸ مه - دنیس رایت، دیپلمات انگلیسی
- ۲۰ مه - پل ریکور، فیلسوف و ادیب برجستهٔ فرانسوی

### اوت
- ۱ اوت - فهد بن عبدالعزیز، پنجمین پادشاه عربستان سعودی
- ۱۴ اوت - شیرزاد آقایی، نویسنده و شاعر ایرانی مقیم سوئد
- ۳۰ اوت - ملا عبدالکریم مدرس، مفسر، مترجم، شاعر و محقق بزرگ کرد

### ژوئن
- ۲۰ ژوئن - جک کیلبی، فیزیک‌دان آمریکایی و از برندگان جایزهٔ نوبل فیزیک در سال ۲۰۰۰

### سپتامبر
- ۱۸ سپتامبر - مرضیه فریقی، خواننده کرد ایرانی

### اکتبر
- اکتبر - مکرمه قنبری، نقاش ایرانی سبک پست مدرنیسم
- ۲ اکتبر - آگوست ویلسون، نمایشنامه‌نویس آمریکایی
- ۱۰ اکتبر - آتیلا ایلهان، شاعر، نویسنده، روزنامه‌نگار، داستان‌نویس و فیلم‌نامه‌نویس ترک